# Zgliczyn Pobodzy
Zgliczyn Pobodzy – wieś w Polsce położona w województwie mazowieckim, w powiecie żuromińskim, w gminie Bieżuń. Ma status sołectwa.
Wierni Kościoła rzymskokatolickiego należą do parafii św. Rocha w Radzanowie.
W latach 1975–1998 miejscowość administracyjnie należała do województwa ciechanowskiego.

## Archeologia
W 1945 roku archeolodzy odnaleźli tzw. grób książęcy z kręgu wschodniej strefy kultury przeworskiej, datowany wstępnie na fazę B1 okresu wpływów rzymskich, pierwszy tego typu obiekt po wschodniej stronie Wisły.